# Players Tour Championship 2015/2016
Players Tour Championship 2015/2016 – szósta edycja cyklu, obejmująca 8 rankingowych turniejów, rozgrywanych od 29 lipca 2015 roku do 26 marca 2016 roku. Turnieje rozgrywane są zarówno na Wyspach Brytyjskich, w kontynentalnej Europie (pod nazwą European Tour i jest ich 6), oraz w Azji (pod nazwą Asian Tour i jest ich 1).
Turnieje serii Players Tour Championship są otwarte dla wszystkich zawodników, zarówno profesjonalistów, jak i amatorów. Wszystkie imprezy cyklu rozgrywane są systemem pucharowym, a mecze grane są do 4 wygranych partii.

## Terminarz rozgrywek
| Data  | Data  |           | Nazwa turnieju                               | Miejsce               | Miasto     | Zwycięzca       | II miejsce    | Wynik | Przypisy |
| ----- | ----- | --------- | -------------------------------------------- | --------------------- | ---------- | --------------- | ------------- | ----- | -------- |
| 07–29 | 08–02 | Łotwa     | European Tour – Turniej 1                    | Arēna Rīga            | Ryga       | Barry Hawkins   | Tom Ford      | 4-1   |          |
| 08–26 | 08–30 | Niemcy    | European Tour – Turniej 2                    | Stadthalle            | Fürth      | Allister Carter | Shaun Murphy  | 4-3   |          |
| 10–07 | 10–11 | Niemcy    | European Tour – Turniej 3                    | RWE-Sporthalle        | Mülheim    | Rory McLeod     | Tian Pengfei  | 4-2   |          |
| 10–19 | 10–23 |           | Asian Tour – Turniej 1                       | Haining Sports Center | Haining    | Ding Junhui     | Ricky Walden  | 4-3   |          |
| 11–04 | 11–08 | Bułgaria  | European Tour – Turniej 4                    | Universiada Hall      | Sofia      | Mark Allen      | Ryan Day      | 4-0   |          |
| 12–09 | 12–13 | Gibraltar | European Tour – Turniej 5                    | Victoria Stadium      | Gibraltar  | Marco Fu        | Michael White | 4-1   |          |
| 02–26 | 02–28 | Polska    | European Tour – Turniej 6                    | Gdynia Sports Arena   | Gdynia     | Mark Selby      | Martin Gould  | 4-1   |          |
| 03–22 | 03–26 | Anglia    | Players Tour Championship – Turniej finałowy | EventCity             | Manchester | Mark Allen      | Ricky Walden  | 10-6  |          |

## Ranking

### European Tour
Po rozegraniu 6 z 6 zawodów:
| Miejsce | Zawodnik         | Suma punktów | Liczba startów w zawodach |
| ------- | ---------------- | ------------ | ------------------------- |
| 1       | Mark Selby       | 26 625       | 6                         |
| 2       | Barry Hawkins    | 25 275       | 4                         |
| 3       | Marco Fu         | 23 175       | 4                         |
| 4       | Mark Allen       | 22 200       | 4                         |
| 5       | Rory McLeod      | 22 200       | 6                         |
| 6       | Allister Carter  | 20 550       | 3                         |
| 7       | Shaun Murphy     | 15 975       | 6                         |
| 8       | Ryan Day         | 14 475       | 6                         |
| 9       | Mark King        | 13 200       | 6                         |
| 10      | Michael White    | 13 200       | 6                         |
| 11      | Tom Ford         | 13 050       | 6                         |
| 12      | Mark Williams    | 12 225       | 6                         |
| 13      | Tian Pengfei     | 11 700       | 5                         |
| 14      | Martin Gould     | 10 450       | 4                         |
| 15      | Andrew Higginson | 10 275       | 6                         |
| 16      | Mike Dunn        | 9 975        | 6                         |
| 17      | Kyren Wilson     | 9 900        | 6                         |
| 18      | Ben Woollaston   | 9 750        | 6                         |
| 19      | Michael Holt     | 8 700        | 6                         |
| 20      | Liang Wenbo      | 8 550        | 6                         |
| 21      | Judd Trump       | 8 250        | 6                         |
| 22      | Dominic Dale     | 8 025        | 6                         |
| 23      | Alan McManus     | 7 950        | 6                         |
| 24      | David Gilbert    | 7 350        | 6                         |

(Top 24 zawodników z 495)

### Asian Tour
Po rozegraniu 1 z 1 zawodów:
| Miejsce | Zawodnik     | Suma punktów | Liczba startów w zawodach |
| ------- | ------------ | ------------ | ------------------------- |
| 1       | Ding Junhui  | 13 500       | 1                         |
| 2       | Ricky Walden | 6 500        | 1                         |

(Top 2 zawodników z 145)

### Oba turnieje
Po rozegraniu 7 z 7 zawodów:
| Miejsce | Zawodnik        | Suma punktów | Liczba startów w zawodach |
| ------- | --------------- | ------------ | ------------------------- |
| 1       | Jimmy Robertson | 8 000        | 7                         |
| 2       | Sam Baird       | 7 275        | 6                         |
| 3       | Luca Brecel     | 6 675        | 6                         |
| 4       | Graeme Dott     | 6 450        | 5                         |
| 5       | Robert Milkins  | 6 200        | 7                         |
| 6       | Mark Davis      | 6 150        | 5                         |

(Top 6 zawodników z 640)

## Finał
Turniej finałowy rozegrany zostanie w dniach 22 – 26 marca 2015 roku. Weźmie w nim udział 32 zawodników: 24 zawodników najwyżej notowanych w rankingu turniejów rozegranych w Europie i na Wyspach Brytyjskich, oraz 8 zawodników najwyżej notowanych w rankingu turniejów rozegranych w Azji. Jeśli zawodnik kwalifikujący się dzięki pozycji w rankingu turniejów europejskich, a zajmuje także miejsce premiowane awansem na liście rankingowej turniejów azjatyckich, do turnieju finałowego awansowany zostaje kolejny zawodnik z rankingu turniejów europejskich.